# Карбамидоформальдегидная смола
Карбамидоформальдегидные смолы — синтетическая смола из группы аминопластов, продукт поликонденсации карбамида с формальдегидом.

## Технология получения
Технология получения смол такого класса состоит, как правило, из трех стадий. Синтез проводят в аппарате с перемешивающим устройством, снабженным рубашкой. На первой стадии процесс поликонденсации ведут в щелочной среде при значении рН = 7,5-8 (щелочная конденсация) и мольном соотношении карбамид: формальдегид соответственно 1:1,6-1,9. Вторую стадию ведут в кислой среде при рН = 4,5 — 4,8 (кислая конденсация). Данная стадия характеризуется резким нарастанием вязкости вследствие увеличения молекулярной массы продукта. После окончания стадии кислой конденсации в смолу вводят дополнительную порцию карбамида, для доведения остаточного мольного соотношения карбамид : формальдегид соответственно 1:1,3 - 1,4 и проводят сушки полученного связующего до требуемого значения условной вязкости (стадия сушки). После смолу охлаждают и проводят её модификацию, направленную на улучшение её токсических (снижение уровня свободного формальдегида до значения ниже 0,3%) и физико-механических свойств.

## Температурный режим
Температура синтеза должна находиться в пределах 88–94 °С, для чего после загрузки формалина и растворения в нем карбамида в рубашку реактора подают пар, до достижения температуры порядка 80 °С. Скорость нагрева должна составлять 1–1,5 °С/мин. По достижении температуры 80 °С подачу пара в рубашку прекращают, а  дальнейший подъём температуры осуществляется за счет тепла экзотермической реакции. При повышении температуры в реакторе выше 94 °С, в рубашку подают оборотную воду. Стадию модификации ведут, как правило, при температуре 40–50 °С.

## Исходное сырье
В качестве сырья для получения карбамидоформальдегидной смолы могут использоваться:
- карбамид
- карбамидоформальдегидный концентрат
- формалин

## Применение
Карбамидоформальдегидные смолы нашли широкое распространение в различных сферах производства и строительства. Они применяются при производстве карбамидоформальдегидного пенопласта, древесностружечных и древесноволокнистых плит, а также фанеры. Кроме того, они применяются при изготовлении специальных влагопрочных сортов бумаги и картона.

## Основные марки карбамидоформальдегидных смол
Основными марками карбамидоформальдегидных смол являются КФ-МТ-15 (ТУ 6-06-12-88), КФЖм (ГОСТ 14231-88), КФ-ХТ-П (ТУ 2223-001-51119346-2003).

## Карбамидоформальдегидная смола: порошок или суспензия
В настоящее время в России, как правило, реализуется и используется смола в жидком виде (суспензии), которая имеет ряд недостатков, среди которых: срок годности около 2-3 месяцев, неудобство в транспортировке и некоторые другие.  
Вместе с тем, с развитием технологий в химической промышленности, уже сейчас также успешно применяют карбамидоформальдегидные смолы в виде белого порошка. 
Преимуществами карбамидоформальдегидной смолы в порошке являются: 
долгий срок хранения (например, смолы марки Т800 / Т820 TRF хранятся без потери свойств один год), удобство при транспортировке смол (принята фасовка по 20-25 кг в мешке), легкость в работе. Карбамидоформальдегидный порошок разводят в воде с соблюдением технологии (пропорция составляет от 50 до 150 частей воды на 100 частей порошка). 

## Свойства и применение
По своему внешнему виду представляет собой суспензию однородного белого цвета, хотя зачастую цвет может варьироваться от белого до светло-коричневого цвета в зависимости от дополнительных включений и срока её хранения.
Карбамидоформальдегидную смолы марок ВПС-Г и КФ-ХТ-П, и в редких случаях КФ-МТ-15 применяют для изготовления пенопласта способом воздушного вспенивания. КФЖм и КФ-МТ-15 так же применяются как связующее в производстве древесно-стружечных и древесноволокнистых плит.
Примерные свойства жидких смол:
- Массовая доля сухого остатка %, не менее — 51,0
- Плотность, кг/м³, не менее 1200
- Массовая доля свободного формальдегида %, не более 0,3
- Вязкость условная, с, 20-35
- Концентрация водородных ионов (pН) 7,5-8,5
- Предельная смешиваемость смолы с водой, при которой наблюдается коагуляция, по объему 1:1-1:10
- Время желатинизации при 100 °C, с, не более 110
- Диэлектрическая проницаемость Er при 20 °C-2,35

Срок годности смолы при надлежащем хранении должен составлять не менее 45 суток с момента изготовления.
Срок годности карбамидоформальдегидной смолы в порошке составляет около одного года. 